# Jive Records
Jive Records (ulterior stilizat ca JIVE Records) a fost o casă de discuri fondată de Clive Calder în 1981 ca o subsidiară a Zomba Group. În Statele Unite, casa a avut birouri în New York City și Chicago. Jive a fost cel mai bine cunoscut pentru succesele sale în actele de hip hop, R&B, și dans în anii 1980 și 1990, alături de pop adolescent și trupe de băieți între sfârșitul anilor 1990 și începutul anilor 2000.
Jive a fost achiziționat de Bertelsmann Music Group în 2002. În 2008, BMG însuși a fost cumpărat de Sony Music Entertainment. Jive Records apoi a rămas o unitate deținută integral de Sony până la dizolvarea casei în 2011, când Jive a fost absorbit în RCA Records.